# Ans Boersma

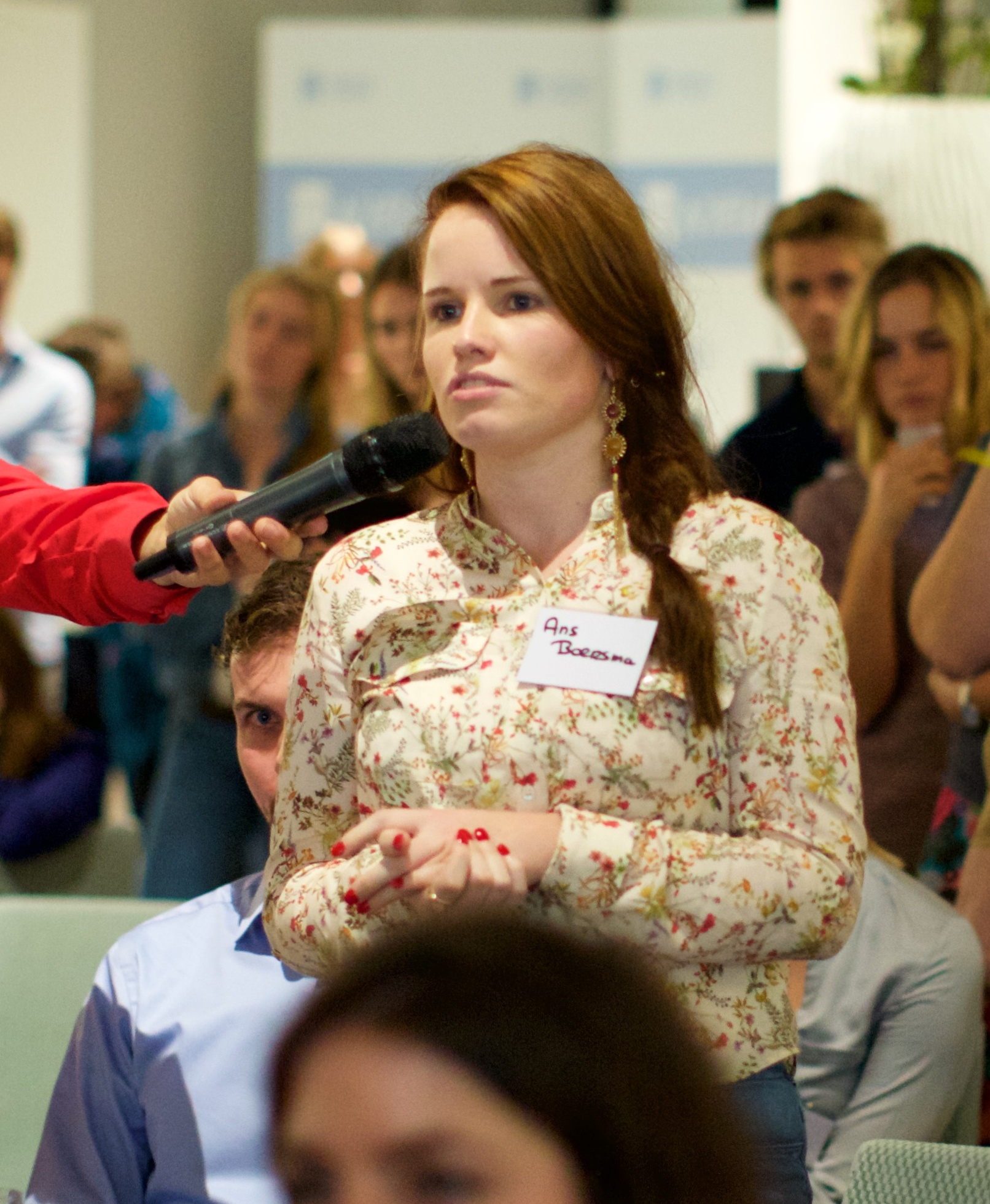
Ans Boersma, 2015

Johanna Cornelia Boersma (Mussel, 28 oktober 1988) is een Nederlandse journaliste en antropologe. In 2019 werd zij als correspondent voor Het Financieele Dagblad door de Turkse autoriteiten gearresteerd en het land uitgezet.

## Biografie
Tussen 2008 en 2011 volgde Boersma de opleiding journalistiek aan de Christelijke Hogeschool Ede. In deze tijd was ze onder meer hoofdredacteur van de schoolkrant en liep ze onder andere stage bij Het Antilliaans Dagblad en Free Press Unlimited. Tussen 2011 en 2013 volgt ze aan de Vrije Universiteit de Master Sociale en Culture Antropologie en geeft ze les op de Christelijke Hogeschool. Daarnaast voert ze op freelancebasis journalistieke opdrachten uit en wint ze tijdens de uitreiking van De Tegel 2011 de Toekomstprijs met de nieuwsapp Novinity. Ze staat dan onder collega's al bekend als een groot talent.

## Loopbaan
In 2017 vertrekt Boersma bij de Christelijke Hogeschool waar ze op dat moment vijf jaar lesgeeft en de basis legt voor haar journalistieke loopbaan. Ze gaat aan de slag bij Het Financieele Dagblad als correspondent in Istanboel, Turkije. Hiermee gaat naar eigen zeggen een droom in vervulling voor Boersma. In haar jaren in Turkije schrijft ze behalve voor Het Financieele Dagblad, ook voor onder andere Trouw, OneWorld en De Groene Amsterdammer.

## Arrestatie en uitzetting
Op woensdag 16 januari 2019 werd Boersma in Istanboel gearresteerd op het kantoor van de Vreemdelingendienst. Hier zou ze een afspraak hebben voor verlenging van haar verblijfsvergunning nadat ze kort daarvoor haar perskaart voor 2019 had gekregen. In de ochtend van donderdag 17 januari werd Boersma op het vliegtuig naar Nederland gezet, nog geen 24 uur na haar arrestatie. Tot uitzetting werd besloten nadat de Nederlandse politie informatie aan de Turkse autoriteiten gaf, het Openbaar Ministerie zou Boersma verdenken van banden met Syrische terreurorganisatie Jabhat al-Nusra. Boersma gaf volgens meerdere media te kennen dat deze verdenking mogelijk zou bestaan vanwege haar Syrische ex-partner die in 2018 op verdenking van terrorisme werd gearresteerd in De Balie.
In het tv-programma Nieuwsuur werd op 17 januari verteld dat Boersma verdacht wordt van valsheid in geschrifte bij de visumaanvraag van haar ex-vriend in 2014. Boersma is naar eigen zeggen enkel betrokken geweest bij een garantstelling voor een toeristenvisum in 2014 dat werd afgewezen. Maar ze zegt nooit iemand illegaal naar Europa te hebben geholpen. De rechtbank in Amsterdam achtte haar in juni 2021 schuldig aan het vals invullen van documenten, maar legde haar geen straf op. Reden hiervoor was de schade die Boersma door deze zaak reeds had geleden. Eerder, in 2019, spande Boersma een rechtszaak aan tegen de Staat der Nederlanden voor de door haar geleden emotionele en materiële schade. Boersma kreeg in mei 2021 een - niet bekend gemaakte - schadevergoeding toegewezen.